# فيتوريو أميديو الثالث
فيتوريو أماديو ماريا (بالإيطالية: Vittorio Amadeo Maria) (26 يونيو 1726- 16 أكتوبر 1796) ملك سردينيا من 1773 حتى وفاته. على الرغم من أنه كان محافظًا سياسيًا، أجرى العديد من الإصلاحات الإدارية حتى إعلان الحرب على فرنسا الثورية في 1792. كان والد آخر ثلاثة ملوك تقليديين على سردينيا.